# Christine Merrill
Christine Sonali Merrill (Bakersfield, 20 agosto 1987) è un'ex ostacolista singalese, specializzata nei 400 metri ostacoli.

## Biografia
Nata in California, Merrill ha studiato ingegneria meccanica presso l'UCSD dove ha gareggiato nel team atletico nelle gare di corsa, competendo nei circuiti NCAA.
Sfruttando la nazionalità singalese della madre, decide di gareggiare internazionalmente per lo Sri Lanka. Nel 2010 vince il titolo nazionale nella sua specialità, i 400 metri ostacoli, e l'anno successivo debutta a livello continentale vincendo una medaglia d'argento ai campionati asiatici in Giappone. Nel 2012 si è qualificata ai Giochi olimpici di Londra 2012, senza andare oltre le batterie.
Nel 2013, grazie ad un tempo di 56"45, oltre a qualificarsi ai suoi secondi Mondiali, Merrill è riuscita a stabilire un nuovo record nazionale della disciplina.

## Palmarès
| Anno | Manifestazione          | Sede    | Evento   | Risultato | Prestazione | Note |
| ---- | ----------------------- | ------- | -------- | --------- | ----------- | ---- |
| 2011 | Campionati asiatici     | Kōbe    | 400 m hs | Argento   | 57"30       |      |
| 2011 | Mondiali                | Taegu   | 400 m hs | Batteria  | 57"05       |      |
| 2012 | Giochi olimpici         | Londra  | 400 m hs | Batteria  | 57"15       |      |
| 2013 | Campionati asiatici     | Pune    | 400 m hs | 4ª        | 59"72       |      |
| 2013 | Campionati asiatici     | Pune    | 4×400 m  | 5ª        | 3'39"54     |      |
| 2013 | Mondiali                | Mosca   | 400 m hs | Batteria  | dq          |      |
| 2014 | Giochi del Commonwealth | Glasgow | 400 m hs | Batteria  | 58"65       |      |